# Web Storage
Интернет-хранилище или DOM-хранилище — это программные методы и протоколы веб-приложения, используемые для хранения данных в веб-браузере. Интернет-хранилище представляет собой постоянное хранилище данных, похожее на куки, но со значительно расширенной ёмкостью и без хранения информации в заголовке запроса HTTP. Существуют два основных типа веб-хранилища: локальное хранилище (localStorage) и сессионное хранилище (sessionStorage), ведущие себя аналогично постоянным и сессионным кукам соответственно.
В настоящее время стандарты Интернет-хранилища разработаны и предложены WWW-консорциумом (W3C). Первоначально стандарты были частью спецификации HTML 5, но сейчас являются отдельной спецификацией. Интернет-хранилище поддерживается Internet Explorer 8 и выше, Mozilla-браузерами (например, Firefox 2+, официально от 3,5), Safari 4 и выше, Google Chrome 4 (поддержка sessionStorage добавлена от 5) и Opera начиная с версии 10.50.

## Особенности
Интернет-хранилище упрощённо можно рассматривать как усовершенствование куки. Тем не менее, оно отличается от куки в некоторых ключевых направлениях.

### Размер хранилища
Интернет-хранилище поддерживает гораздо больше места на диске в сравнении с куки, которому доступно всего 4 Кбайта, что примерно в 1000 раз меньше чем у веб-хранилища (5 Мбайт на домен в Mozilla Firefox, Google Chrome, и Opera, и 10 Мбайт в Internet Explorer).

### Интерфейс на стороне клиента
В отличие от куки, которые могут быть доступны как на сервере, так и на стороне клиента, веб-хранилище попадает исключительно под компетенцию сценариев (скриптов) на стороне клиента. Данные интернет-хранилища не передаются на сервер при каждом запросе HTTP, и веб-сервер не может напрямую записать в интернет-хранилище.

### Локальное хранилище и Сессионное хранилище
Интернет-хранилище предлагает две различных области: локальное хранилище (localStorage) и сессионное хранилище (sessionStorage), которые различаются по своим объёмам и времени жизни. Данные размещаются в отдельное для каждого домена локальное хранилище (оно доступно для всех скриптов из домена, который первоначально добавил данные) и сохраняются после закрытия браузера. Сессия сохраняется по принципу одна страница - одно окно и ограничивается жизнью данного окна, то есть для каждого открытого окна создаётся новая сессия, которая прекращает своё существование при закрытии окна и не зависит от домена, открывшего её. Сохранение сессии предназначено для предоставления отдельных экземпляров одного и того же веб-приложения для работы в разных окнах, не мешая друг другу. В случае с куки подобное становится крайне затруднительно или даже невозможно.

### Интерфейс и модель данных
Интернет-хранилище в настоящее время предоставляет программный интерфейс лучше, чем куки. Интерфейс представляет собой ассоциативный массив модели данных, где ключи и значения являются строками. Дополнительный API для доступа к структурированным данным на основе SQL находится на рассмотрении рабочей группы W3C.

## Подобные технологии
- HTTP cookie
- Indexed Database API (прежде WebSimpleDB)
- Web SQL База Данных
- Общие локальные объекты в Adobe Flash
- userData Behavior в Internet Explorer
- Google Gears